# Zavrelimyia
Zavrelimyia is een geslacht van muggen uit de familie van de dansmuggen (Chironomidae). De wetenschappelijke naam van de soort is voor het eerst geldig gepubliceerd in 1962 door Ernst Josef Fittkau.
De geslachtsnaam verwijst naar de Tsjechische entomoloog Jan Zavřel die veel onderzoek deed naar dansmuggen.
De larven van deze muggen leven in de modderige bodem van rivieren en beken, vaak tussen het plantenafval op de bodem. Het zijn carnivore predatoren met als voornaamste prooi andere, van detritus levende larven; maar ze voeden zich ook zelf met detritus. Het dieet varieert naargelang het seizoen en het stadium in de ontwikkeling van de larve.

## Soorten (selectie)
Volgens Fauna Europaea komen volgende soort in Europa voor:
- Zavrelimyia barbatipes (Kieffer, 1911)
- Zavrelimyia berberi Fittkau, 1962
- Zavrelimyia hirtimanus (Kieffer, 1918)
- Zavrelimyia melanura (Meigen, 1804)
- Zavrelimyia nubila (Meigen, 1830)
- Zavrelimyia punctatissima (Goetghebuer, 1934)
- Zavrelimyia signatipennis (Kieffer, 1924)
- Zavrelimyia thryptica (Sublette, 1964)

Z. thryptica komt ook voor in het Nearctisch gebied, evenals deze soorten:
- Zavrelimyia bifasciatus (Coquillett, 1901)
- Zavrelimyia sinuosus (Coquillett, 1905)